# Villa Schnabel

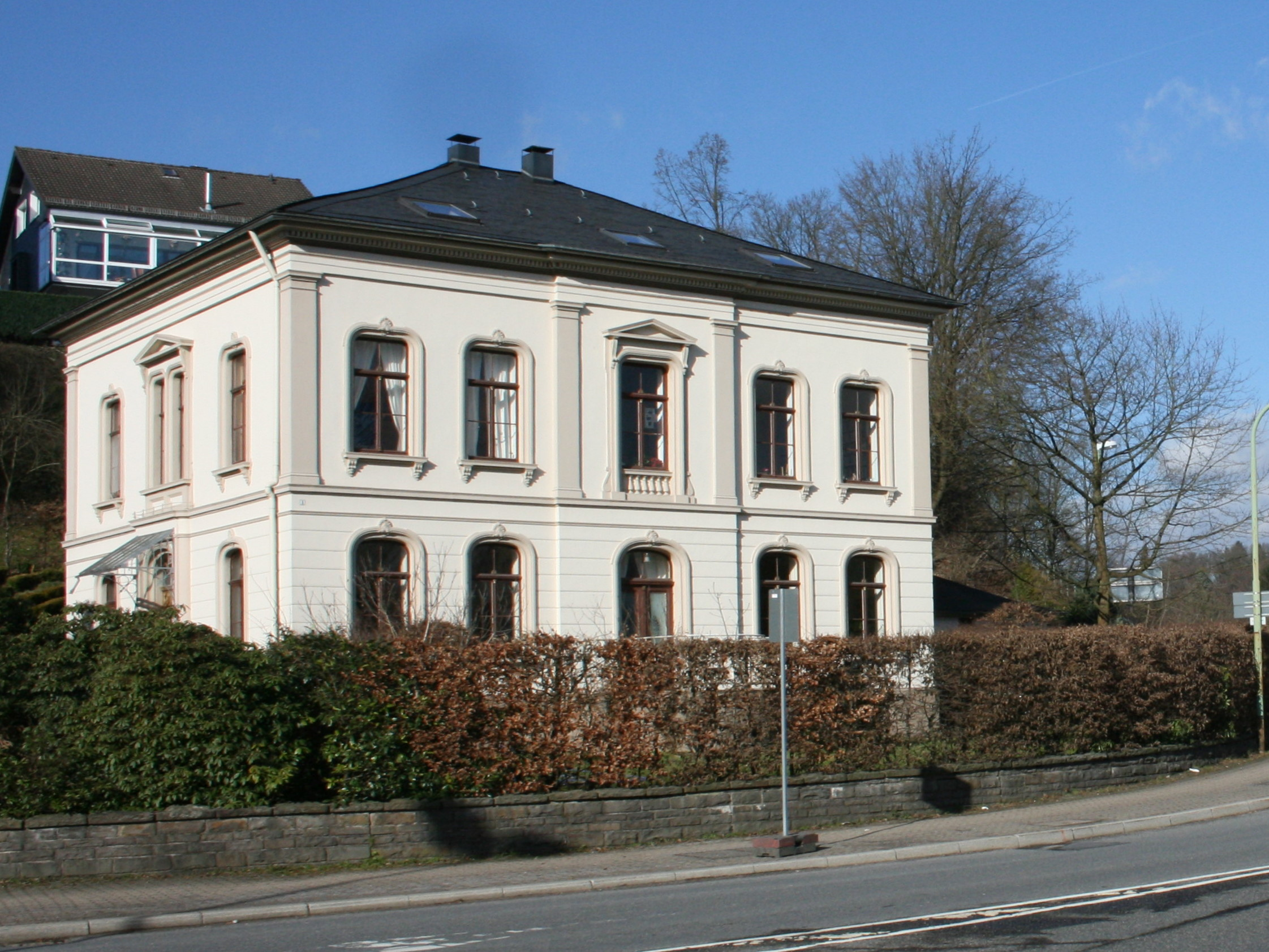
Villa Schnabel, Hückeswagen im Februar 2011

Die Villa Schnabel ist ein Baudenkmal in Hückeswagen. Es befindet sich (durch die Umbenennung im Jahr 2011) an der Bachstraße und trägt die Hausnummer 2a. (Früher lautete die Adresse der Villa „Rader Straße 1“.) Die Flurbezeichnung lautet Gemarkung Hückeswagen, Flur 3, Flurstück 186. Eingetragen wurde es als Baudenkmal 111 am 26. August 1983. Erbaut wurde die Villa Mitte des 19. Jahrhunderts.

## Architektonische Beschreibung
Bei dem Objekt handelt es sich um eine zweigeschossige verputzte Villa mit Walmdach. An der straßenseitigen Langseite ist die mittlere von fünf Fensterachsen risalitartig vorgezogen. Die Villa hat einen rundbogigen Eingang, darüber befindet sich ein Fenster mit Dreiecksgiebel. Das Gebäude hat ein umlaufendes Traufgesims mit Zahnschnitt, profilierte Fenstergewände mit Palmetten als Schlussstein und Sohlbänke mit Konsolen. Die Mittelachsen der beiden kurzen Seiten sind ebenfalls betont, eine durch Mitteleingang mit Freitreppe und darüber liegendem Doppelfenster mit Dreiecksgiebel. Es existieren einige zugemauerte Fenster, Veränderungen haben an der rückwärtigen Seite stattgefunden. Das Türblatt wurde erneuert.

## Geschichte
Das Kataster der Unteren Denkmalbehörde datiert den Bau zwischen 1832 und 1860. Tatsächlich aber wurde die Bachstraße als Baugelände erst nach 1860 erschlossen. Der Tuchfabrikant Franz Schnabel, Teilhaber der Tuchfabrik C. & F. Schnabel, nahm das zum Anlass, dort ein Haus zu bauen. Im Jahr 1866 siedelte die Familie Franz Schnabel in die Villa um. Um das große Haus und den weitläufigen Garten zu bedienen, bedurfte es einiger Bedienstete. Es gab ein „1. und 2. Mädchen“, eine Köchin, eine Waschfrau, eine Büglerin, einen Heizer und einen Gärtner. Während des Zweiten Weltkrieges wurde oft Militär einquartiert; Evakuierte und Flüchtlinge hatten in den 1950er-Jahren hier eine Bleibe. Am ersten Tag der US-amerikanischen Besatzung mussten die Bewohner das Haus räumen, um einer Kommandantur Platz zu machen. 1959 wurde nahe der Villa ein Kreisverkehr gebaut. Ein nicht unbeträchtlicher Teil des Villengartens musste dafür weichen, darunter eine hundertjährige Rotbuche und ein Springbrunnen. Heute befindet sich die Villa Schnabel im Privatbesitz.